# Imaret
Un imaret è uno dei nomi usati per descrivere le mense facenti parte dell'impianto delle moschee costruite nell'Impero ottomano dal XIV al XIX secolo. Queste mense erano spesso parte di grandi complessi (Waqf), che potevano comprendere ospizi per i viandanti, moschee, caravanserragli e madrase. Gli imaret distribuivano cibo gratuito ai poveri. Gli imaret non furono un'invenzione degli ottomani, ma vennero da loro sviluppati come grandi strutture di edifici assistenziali. Tuttavia essi erano una testimonianza degli insegnamenti religiosi del Corano circa la carità.

## Storia
Un Waqf era un'istituzione islamica strettamente associata agli imaret durante l'Impero ottomano. Esso aiutava il sultano ad approntare servizi essenziali per i cittadini. Si trattava di organizzazioni adibite al finanziamento e alla gestione di mense e ospedali. L'autrice Amy Singer afferma che i primi imaret vennero costruiti a İznik e Bursa negli anni 1330. Dopo i primi due secoli, il numero degli imaret crebbe a dismisura poiché gli Waqf erano aumentati di dimensioni. Secondo la Singer, negli anni 1530, vi erano 83 imaret in tutto l'impero ottomano. In aggiunta, gli imaret erano delle istituzioni pubbliche ubicate nelle capitali dell'Impero come Bursa, Edirne e Istanbul. Le capitali erano posizioni fondamentali per il sultano nelle quali investiva il suo tempo e denaro in luoghi come l'Anatolia e i Balcani e gli imaret erano i centri di dominio ottomano. Questi tre capoluoghi avevano tutti qualcosa in comune: ognuno aveva un castello in posizione centrale, il Bazar era a poche centinaia di metri dal castello, e nei quartieri ottomani si svilupparono imaret e centri di comunità religiose.

## Imaret e carità
Gli imaret assistevano diverse categorie di persone ed erano visti come “opere di carità e beneficenza”. Erano istituzioni filantropiche, perché vennero istituiti come parte della beneficenza volontaria, che era considerata la carità nel diritto musulmano. Inoltre, la distribuzione del cibo era visto come attività di beneficenza in se stessa. Gli imaret appartenevano ad una categoria particolare di carità volontaria, nota come sadaqa. La Sadaqa come carità volontaria poteva assumere molte forme, tra cui una preghiera o una benedizione per gli ammalati e disabili, o un atto altruistico, tutti contributi a buone azioni nella società ottomana.

## Gerarchia sociale negli imaret
L'importanza del cibo negli imaret aveva forti implicazioni di generosità perché dimostrava la distribuzione di cibo da parte di persone ricche per soddisfare le esigenze dei vicini, parenti e servitori. I diversi tipi di persone che venivano nutriti dagli imaret erano suddivisi secondo le clessi e professioni, ma vi erano frequentatori abituali e viaggiatori. Tuttavia, gli imaret erano rigorosamente controllati e valutavano attentamente il movimento delle persone e dei benefici che ricevevano. Anche se il cibo era distribuito a diverse tipologie di persone, severe norme definivano chi poteva mangiare, cosa potevano mangiare, quante porzioni mangiavano, e in quale ordine, questo era il caso di un imaret situato a Gerusalemme. Per esempio, i dipendenti degli imaret ricevevano un mestolo di brodo e due pagnotte di pane. Gli ospiti ricevevano un mestolo di minestra e un tozzo di pane. I poveri avrebbe ricevuto la minor quantità di cibo con un solo mezzo mestolo di minestra e una pagnotta di pane a pasto. I membri più illustri e importanti avrebbero ricevuto grandi porzioni di cibo e una varietà di piatti tra cui scegliere. Essi potevano anche prendere il cibo e portarlo a casa. Il complesso della Moschea di Solimano di Istanbul aveva regole rigide su come asportare il cibo dall'imaret, ma queste norme non erano le stesse in ogni imaret o in altri luoghi. A volte vi erano degli stranieri che andavano agli imaret con secchi per prelevare cibo da portare a casa, ma se queste persone non erano sulla lista approvata, non potevano fruire dei generi alimentari. Le persone povere che erano studiosi, o disabili facevano eccezione a questa regola e ricevevano cibo Le persone che appartenevano ad una bassa classe sociale mangiavano assieme a persone della stessa classe sociale. Inoltre, poiché vi era una vasta distribuzione di cibo ai vari cittadini dell'Impero ottomano, a volte vi era una quantità insufficiente di cibo che rimaneva che avevano mangiato gli appartenenti alle classi elevate. In questo caso, a volte, donne e bambini poveri sarebbe rimasti digiuni.
Era previsto un menu speciale per le feste e altri giorni speciali del calendario ottomano. Questi pasti speciali erano basate su regole speciali valide in tutto l'impero. In occasione di eventi occasionali tutti avevano diritto a piatti come "Dane (montone e riso) e zerde (riso colorato e aromatizzato con zafferano e dolcificato con miele o zucchero)." Nei giorni normali il cibo variava a seconda dell'andamento stagionale.  Il pasto del mattino consisteva in una minestra di riso che conteneva burro, ceci, cipolla e sale. La cena consisteva in una zuppa di grano schiacciato condita con il burro.

## Esempi di cucine pubbliche ottomane
La prima istituzione di questo tipo si dice sia stata fondata nel 1336, dal sultano Orhan I, a İznik in Anatolia. Da allora, gli imaret divennero una parte inseparabile del paesaggio urbano nella maggior parte delle città musulmane dell'Impero ottomano. Anche se gli imaret sorsero numerosi in tutto l'impero dopo il primo aperto nel 1336, uno dei più famosi fu quello di Roxelana, moglie di Solimano il Magnifico. Fondato nel XVI secolo nella città di Gerusalemme, questo imaret distribuiva circa 1.000 pagnotte di pane quotidiano. I destinatari del pane e della zuppa, inclusi i dipendenti, erano persone che vivevano nel caravanserraglio dell'imaret, i seguaci di un locale monastero sufi  e 400 persone caratterizzate come "poveri e miserabili, deboli e bisognosi". Questo imaret finì col diventare uno dei più grandi e conosciuti in tutto l'impero, serviva una grande varietà di persone, tra cui gli ʿulamāʾ, i poveri, i pellegrini ed i membri ricchi e importanti di Gerusalemme.
"Un'altra istituzione era il complesso di Fatih che venne costruito ad Istanbul tra il 1463 e il 1471" da Maometto II il Conquistatore. "L'imaret situato all'interno di questo complesso (Külliye) serviva un gruppo eterogeneo di persone, tra cui dignitari, viaggiatori, studiosi e studenti della madrasa Fatih". Anche i dipendenti dell'ospedale (darüşşifa) annesso alla moschea, della moschea stessa e gli addetti alle tombe, fruivano del cibo, mentre quello che rimaneva veniva distribuito ai poveri. In modo similare ad altri imaret, quello di Fatih serviva zuppa di riso al mattino e zuppa di grano la sera. I viaggiatori che pernottavano all'interno del complesso ricevevano miele e pane per aiutarli a rivitalizzarsi  dopo le fatiche del lungo viaggio. Il complesso di Fatih elargiva pasti a 160 personaggi di alto rango. Essi ricevevano piatti come dane e alcune volte zerde. Questi piatti venivano dati soltanto una volta a settimana agli altri assistiti. I nobili ricevevano piatti che comprendevano marmellata di zucca, cannella e chiodi di garofano. Essi mangiavano anche porzioni considerevoli di carne e riso.

## Gli imaret e la famiglia imperiale ottomana
Gli imaret fondati dal sultano e dai membri della famiglia imperiale erano icone delle donazioni e del potere imperiale. Ciascuna istituzione prendeva il nome dal fondatore; questi luoghi non potevano mantenere il collegamento tra coloro che hanno fornito la carità e chi l'ha ricevuta, come nelle case private. Gli imaret e la casa regnate creavano una connessione che dava lustro alla dinastia ottomana nel suo insieme e rafforzava la legittimità dell'impero. La cucina pubblica evidenziava come l'Impero ottomano era in grado di erogare benefici ai diversi settori della popolazione all'interno dell'impero.